# Vùng đô thị Cairo
Vùng đô thị Cairo (tiếng Ả Rập: القاهرة الكبرى Al-Qāhira Al-Kubra) là khu vực đô thị lớn nhất ở Ai Cập và khu vực đô thị lớn thứ ba trong thế giới Hồi giáo sau Jakarta và vùng đô thị Istanbul. Đây là khu vực đô thị lớn nhất ở châu Phi, các nước Địa Trung Hải và Bắc Phi. Tuy nhiên, đây là vùng đô thị lớn thứ 16 của thế giới, bao gồm tỉnh Cairo, Giza và Shubra El Khiema của Qalyubia.

## Các trung tâm dân cư
| Tỉnh     | Dân số 1/1/2010 theo ước tính của Ai Cập | Diện tích km² |  |
| -------- | ---------------------------------------- | ------------- |  |
| Cairo    | 8.968.723                                | 214           |  |
| Giza     | 6.107.365                                | 85.153        |  |
| Qalyubia | 4.546.564                                | 1.001         |  |
| 3 tỉnh   | 19.622.652                               | 86.368        |  |